# Espagnol cubain
L'espagnol cubain (en espagnol : español cubano) est la variante de l'espagnol employée à Cuba. Il s'agit d'un sous-dialecte de l'espagnol des Caraïbes avec des différences régionales mineures, principalement dans l'intonation et le lexique, entre l'ouest et l'est de l'île.